# Stefan Dziembowski
Stefan Michał Dziembowski (ur. 1973 w Warszawie) – polski informatyk, profesor nauk ścisłych i przyrodniczych. Specjalizuje się w kryptografii. Profesor Instytutu Informatyki Wydziału Matematyki, Informatyki i Mechaniki Uniwersytetu Warszawskiego. Członek korespondent Polskiej Akademii Nauk

## Życiorys zawodowy
Studia informatyczne ukończył na Uniwersytecie Warszawskim w 1996 roku. Stopień doktorski uzyskał na duńskim Uniwersytecie Aarhus w 2001 pod kierunkiem Ivana Bjerre Damgårda. Staże podoktorskie odbył na szwajcarskiej Politechnice Federalnej w Zurychu, w CNR we włoskiej Pizie oraz na rzymskim Uniwersytecie La Sapienza, gdzie został zatrudniony w 2008. 
W 2010 powrócił na Uniwersytet Warszawski, gdzie objął kierownictwo nad grupą badawczą zajmującą się kryptografią i bezpieczeństwem danych. Habilitację otrzymał w 2012 na Uniwersytecie Warszawskim. Tytuł profesora nauk ścisłych i przyrodniczych otrzymał w 2019 roku.
W pracy naukowej zajmuje się badaniem zagadnień związanych z atakami fizycznymi na urządzenia kryptograficzne oraz walutami kryptograficznymi.
Otrzymał dwa granty Europejskiej Rady ds. Badań Naukowych (ERC): Starting Grant (konkurs z roku 2007) i Advanced Grant (konkurs z roku 2019). Kierownik grantów finansowanych przez Fundację na rzecz Nauki Polskiej (FNP) oraz Narodowe Centrum Nauki (NCN).
Członek Rady Narodowego Centrum Nauki w kadencji grudzień 2020–grudzień 2024.

## Publikacje
Swoje prace publikował na takich konferencjach jak CRYPTO, Eurocrypt, STOC, FOCS, IEEE S&P, oraz CCS, oraz w czasopismach takich jak m.in. „Journal of Cryptology”, „IEEE Transactions on Information Theory”, oraz „Communications of the ACM”.

## Wyróżnienia
Jego prace otrzymały nagrody Best Paper Awards na konferencjach Eurocrypt'14 i IEEE S&P'14. Laureat stypendium Marie Curie w roku 2006. W roku 2016 został wyróżniony Nagrodą im. prof. Kazimierza Bartla przyznawaną przez Fundację im. prof. K. Bartla oraz w roku 2020 Polsko-Niemiecką Nagrodę Naukową Copernicus (razem z prof. Sebastianem Faustem z Politechniki w Darmstadt).

## Życie prywatne
Syn astrofizyka prof. Wojciecha Dziembowskiego i Anny Dziembowskiej, z domu Jaśkowskiej, brat biologa prof. Andrzeja Dziembowskiego. Wnuk matematyka prof. Stanisława Jaśkowskiego.